# Franz-Weber-Hof

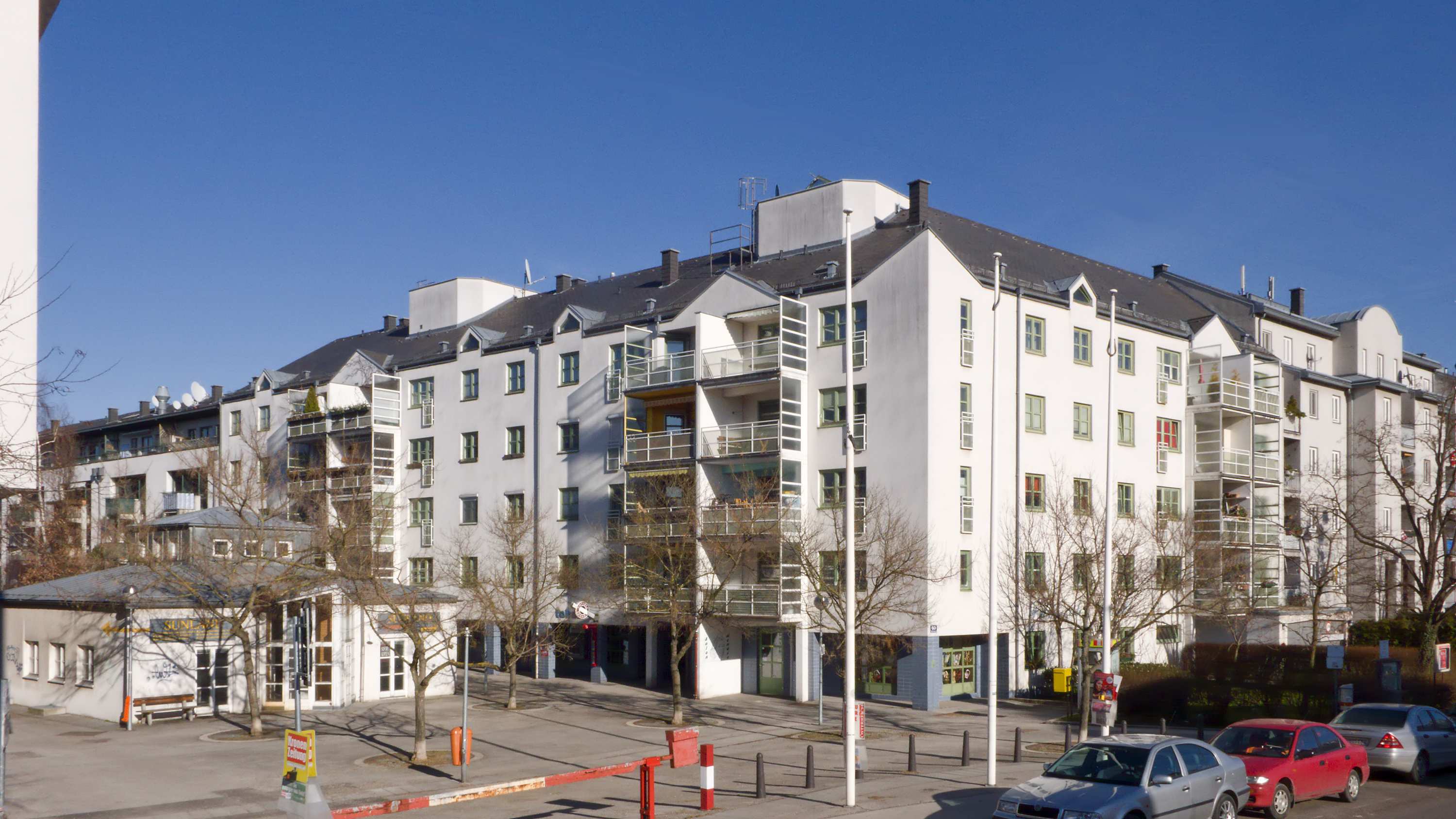
Franz-Weber-Hof, Stiege 22

Der Franz-Weber-Hof ist ein Gemeindebau im 19. Wiener Gemeindebezirk Döbling. Er wurde zwischen 1983 und 1988 auf dem ehemaligen Gelände der Automobilfabrik Gräf & Stift errichtet und umfasst 430 Wohnungen.

## Lage
Der Franz-Weber-Hof liegt im Süden von Döbling in der Katastralgemeinde Untersievering. Die Wohnhausanlage wird im Süden von der Weinberggasse und im Norden vom Gräfweg begrenzt, im Westen reicht der Franz-Weber-Hof bis an die Börnergasse heran, im Osten trennt eine weitere Wohnanlage den Franz-Weber-Hof von der Görgengasse. Die offizielle Adresse der Wohnanlage lautet Weinberggasse 60–78.

## Geschichte
Auf dem heutigen Areal des Franz-Weber-Hofes stand ab 1904 die Automobilfabrik der Firma Gräf & Stift. Nach zahlreichen Vergrößerungen wurde an diesem Standort 1916 Philipp Jakob Manz auch die erste große Stahlbetonhalle Wiens im neoklassizistischen Stil errichtet. Finanzielle Schwierigkeiten zwangen die Unternehmensleitung jedoch zur Schließung des Werkes. Die Stadt Wien schrieb daraufhin Anfang der 1980er Jahre einen Architekturwettbewerb aus, wobei neben den Gewinnern auch neun weitere Preisträger des Wettbewerbs ihre Projekte realisieren konnten. Die Benennung des Wohnareals erfolgte am 2. Dezember 1993 nach Franz Weber (1910–1989), der als Betriebsratsobmann der Firma Gräf & Stift sowie als Döblinger Bezirksvorsteher gewirkt hatte.

## Bauwerk
Der Franz-Weber-Hof umfasst 42 Stiegen und besteht aus mehreren, teils miteinander verbundenen, drei- bis
fünfgeschoßigen Baublöcken. Durch die Vielzahl der mitwirkenden Architekten reicht das Spektrum der Bauwerke von konservativen Bauten der Wiener Postmoderne bis zur nahezu „technoiden“ Bauweise des Teams Richter/Gerngroß. Der zentrale, mittlere Bau beherbergt mehrere Geschäfte, während ein monumentaler Torbogen an die ehemalige Autofabrik erinnert.

## Kunst
Der Franz-Weber-Hof beherbergt die 1986/87 entstandene Brunnenplastik „Flusslandschaft“ des Bildhauers Gottfried Höllwarth und eine vertieft liegende Steinskulptur des Bildhauers Franz Xaver Ölzant, die 1985/86 geschaffen wurde.

## Bilder

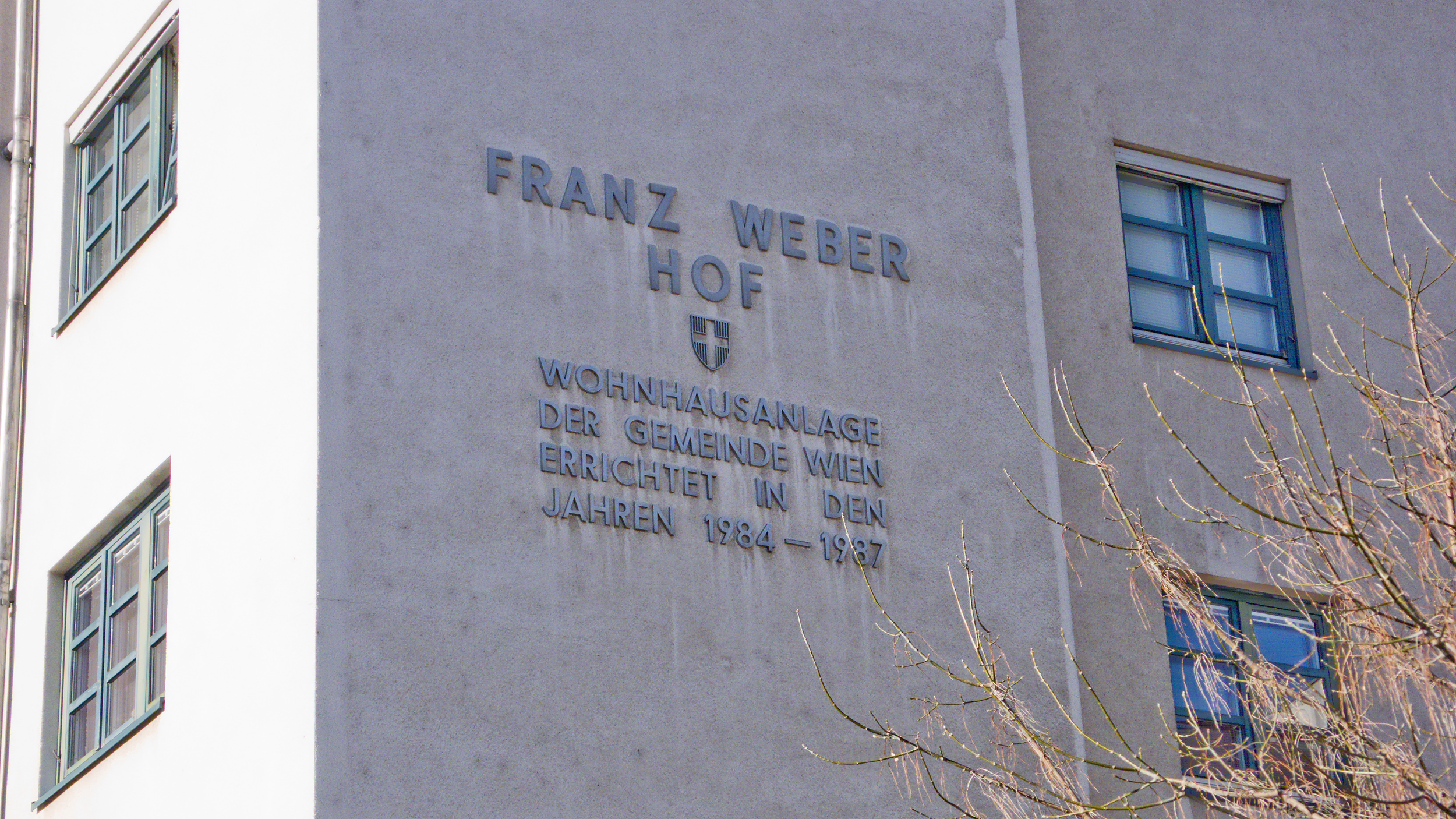
Inschrift auf Stiege 10
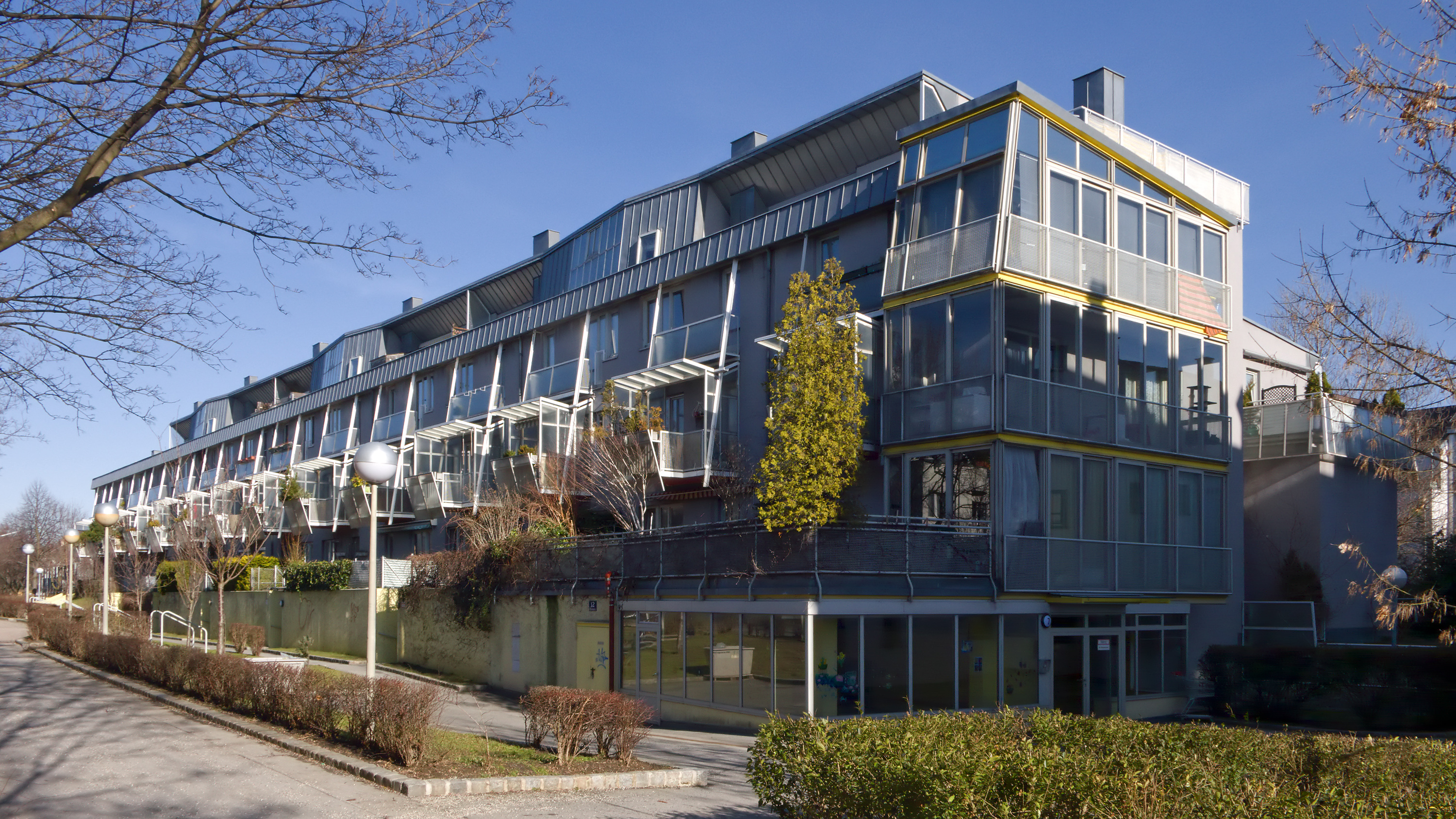
Stiegen 1–7
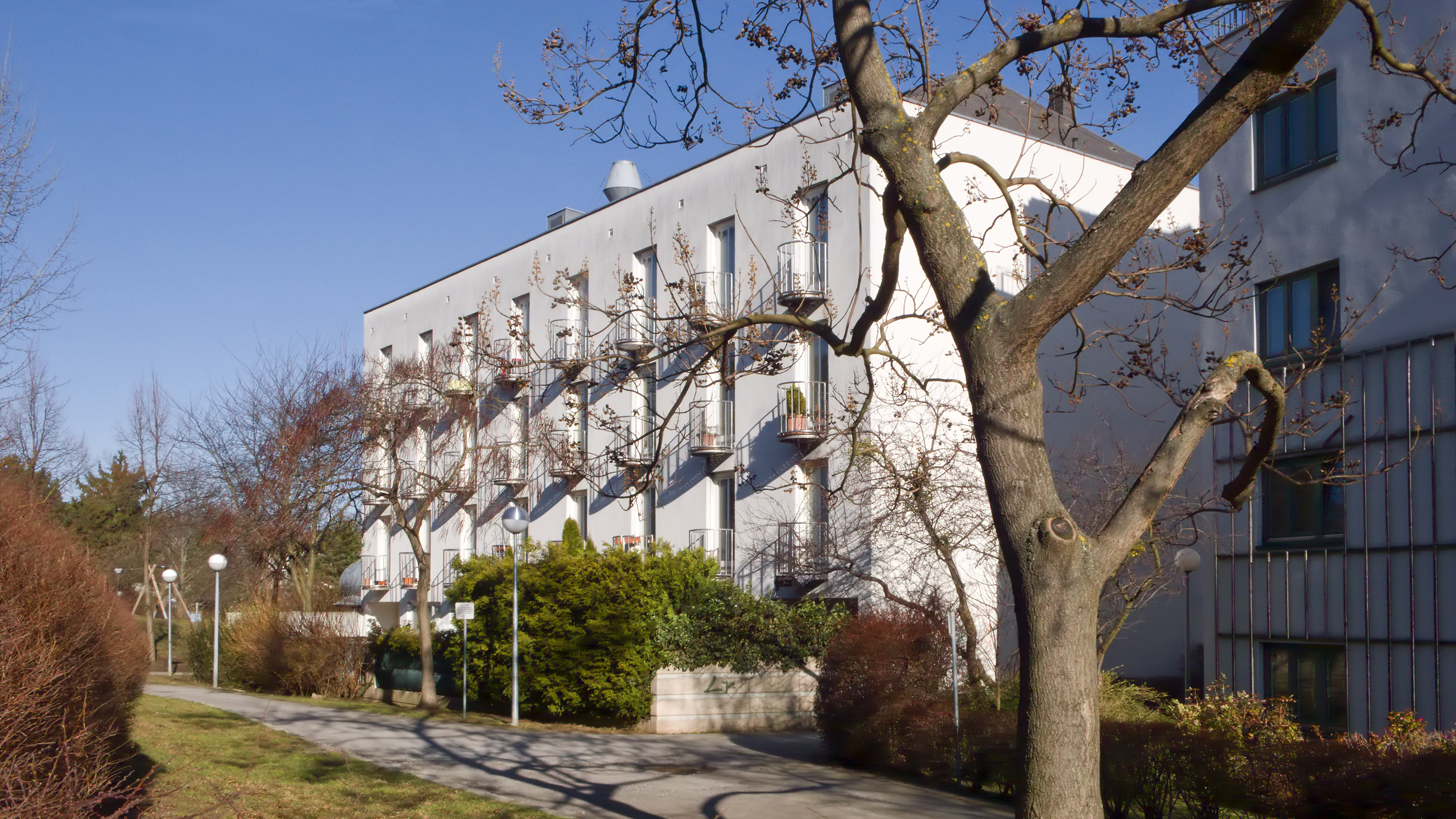
Stiegen 14–15
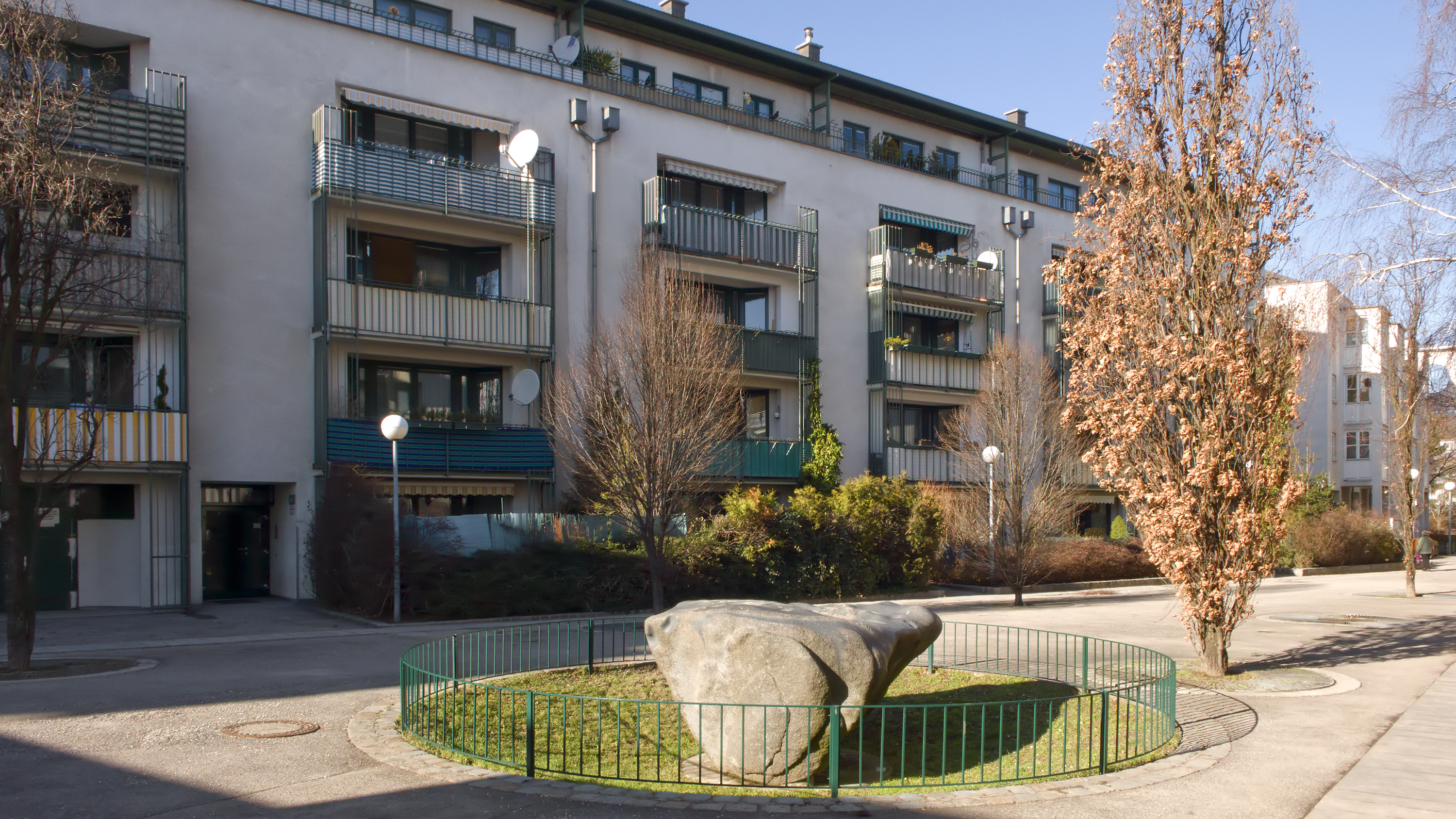
„Skulptur“ vor der Stiege 11
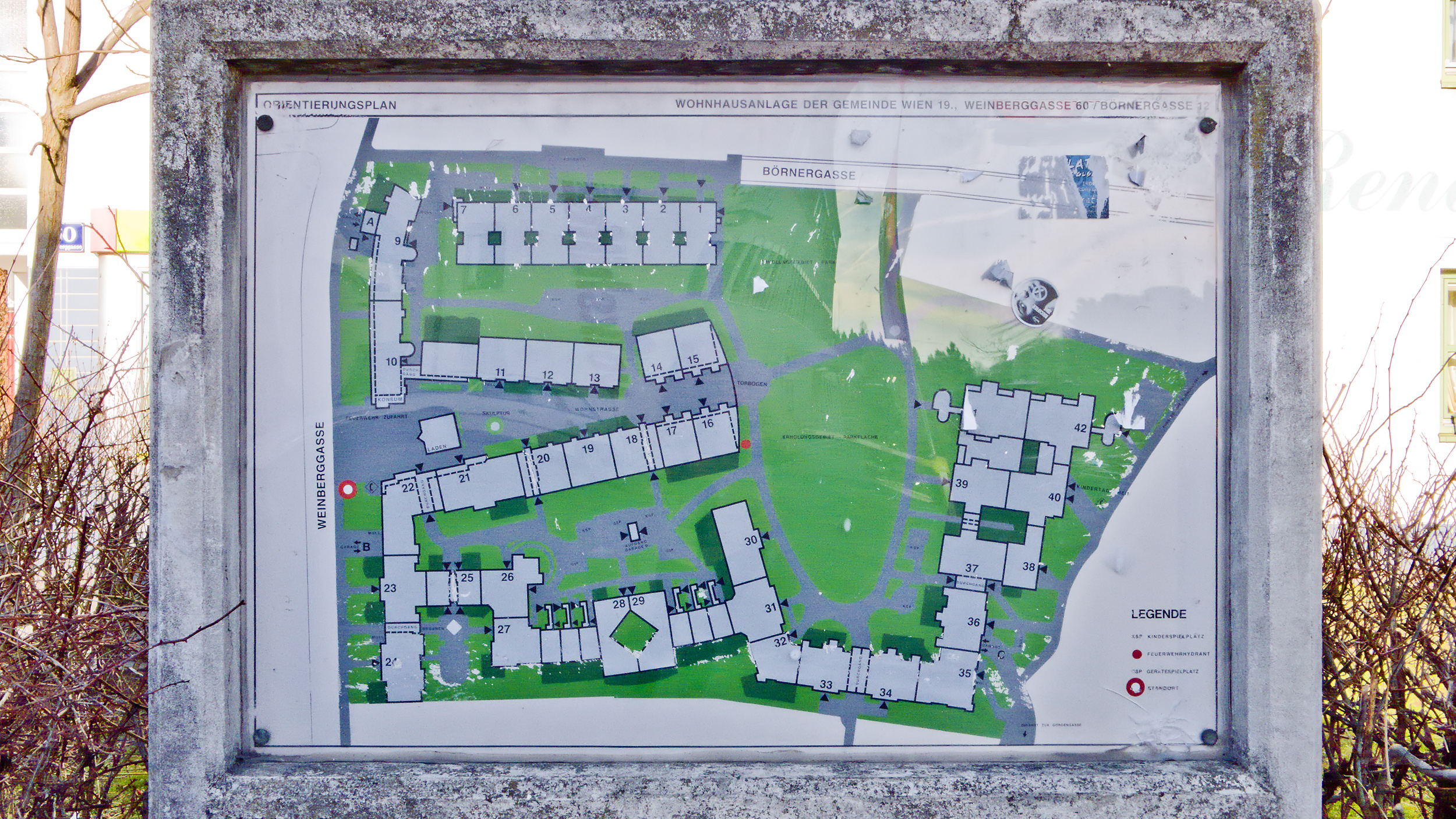
Übersichtstafel
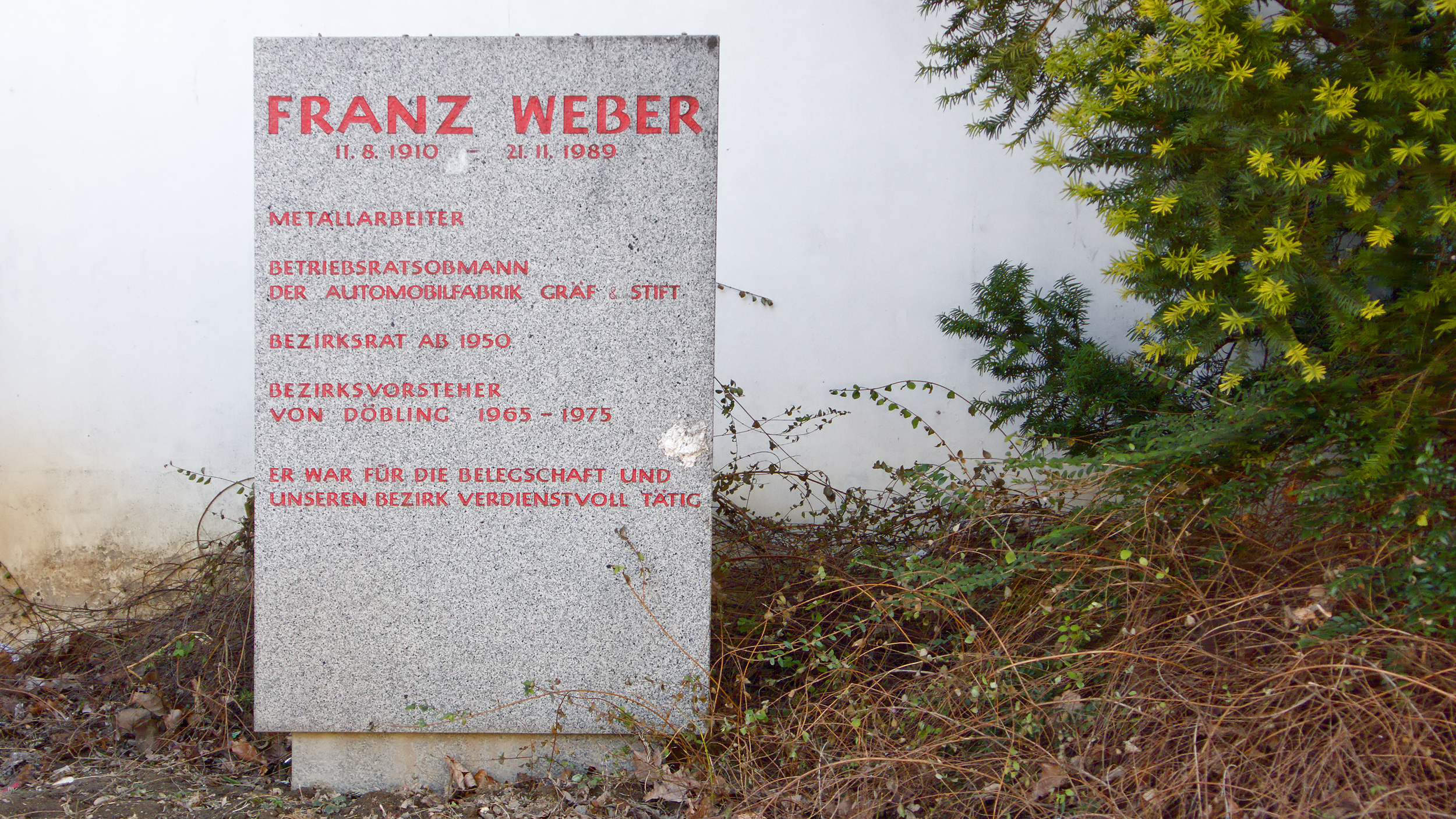
Gedenktafel für Franz Weber